# 1000-årsspelet
1000-årsspelet är ett svenskt datorspel från 2005. Spelet är ett utbildningsspel i brädspelsformat som utvecklades av Rolf Johansson och Sven-Arne Wiklund från Falun som ville berätta om Stora Kopparbergets 1000-åriga historia.

## Upplägg
Spelet är ett brädspel som kan liknas med Monopol där spelarna kan köpa fastigheter i Falun för daler som kan tjänas genom att svara på kunskapsfrågor om gruvan Stora Kopparberget och spela olika minispel, däribland memory.

## Produktion
De då arbetslösa datorintresserade Rolf Johansson och grafikern Sven Arne Wiklund började i början av juli 2004 utveckla spelet som skulle handla om gruvan Stora Kopparbergets 1000-åriga historia. Projektet var ett samarbete mellan Arbetsförmedlingen, länsarbetsnämnden och Världs-arvet Falun. Projektet finansierades av länsarbetsnämnden och utvecklades på aktivitetscentret Datorteket i Falun. Sven Olsson, museichef på gruvmuseet, bidrog med historisk korrekthet.
| ”                                | Kidsen kommer inte att springa benen av sig, men för oss som inte är så vana vid häftiga actionspel och som vill lära oss mer om gruvans historia är spelet utmärkt. | „ |
| – Rolf Johansson, Dalademokraten | |   |

Tanken var från början att göra ett enklare barnspel som skulle släppas gratis på internet. Sedan växte projektet med historiebeskrivningar, fakta och årtal. Spelet tog totalt nio månader att utveckla och har beräknats kosta runt 55 000 kronor. Spelet distribuerades på CD och såldes på Gruvbutiken vid Stora Kopparberget. Spelet fanns även tillgängligt att spela under världsarvsutnämningen av Falu gruva sommaren 2005.

## Mottagande
Magnus Rolands från Falu-Kuriren testade spelet på barnen på Näs fritidsgård i Hosjö. Spelet fick ett gott mottagande av barnen som beskrev det som klurigt, lärorikt, kul och intressant, med ett samlat betyg på mellan 4 och 5 av 5.